# Estació de Portvendres
L'Estació de Portvendres Vila (en francès Gare de Port-Vendres-Ville) és una estació ferroviària, situada a la població de Portvendres, a la comarca del Rosselló de la Catalunya del Nord, i al departament francès dels Pirineus Orientals, a Occitània. Es troba a la línia de Narbona a Portbou i s'hi aturen trens regionals de TER d'Occitània i trens de nit de llarga distància.
L'estació es propietat de la Societat Nacional dels Ferrocarrils Francesos (SNCF) i fou posada en servei el 1878, per la Companyia de ferrocarril de Midi. Establerta a 23 metres d'altitud, l'estació de Portvendres està situada al punt quilomètric (PK) 497.260 de la línia de Narbona a Portbou, entre les estacions de Cotlliure i de Banyuls de la Marenda. L'accés és a la Plaça de l'Estació, al capdamunt de l'Avinguda de Màrius Demonte i de la denominada Ruta Estratègica.
La connexió de Portvendres-Vila a Portvendres-Andanes permet el servei del port.

## Història
L'estació de Portvendres fou construïda en 1867 i posada en servei en 1878 per la companyia de ferrocarril de Midi, al final de l'ampliació de la línia de Perpinyà a Portbou, de l'actual línia de Narbona a Portbou.
L'estació fou electrificada i senyalitzada (de tipus SAB) en 1982.
En 2014, segons les estimacions de la SNCF, la freqüència anual de l'estació era de 27.099 passatgers. En 2018 aquesta xifra va baixar fins a 21.974 viatgers.
Fins al 2014, era una estació amb l'edifici de passatgers amb les guixetes obertes cada dia. L'1 de gener de 2015, la SNCF va decidir de tancar definitivament l'edifici de passatgers i les finestretes.

## Serveis ferroviaris
| Procedència/Destinació        | <       | Línia           | >         | Procedència/Destinació        |
| ----------------------------- | ------- | --------------- | --------- | ----------------------------- |
| TER d'Occitània               |         |                 |           |                               |
| Cervera de la Marenda Portbou | Banyuls |                 | Cotlliure | Perpinyà Narbona Nimes Avinyó |
| Cervera de la Marenda Portbou | Banyuls | Tolosa-Matabiau | Cotlliure |                               |
| Tren de nit                   |         |                 |           |                               |
| Cervera de la Marenda Portbou | Banyuls | Intercité       | Cotlliure | París-Austerlitz              |

## Galeria d'imatges

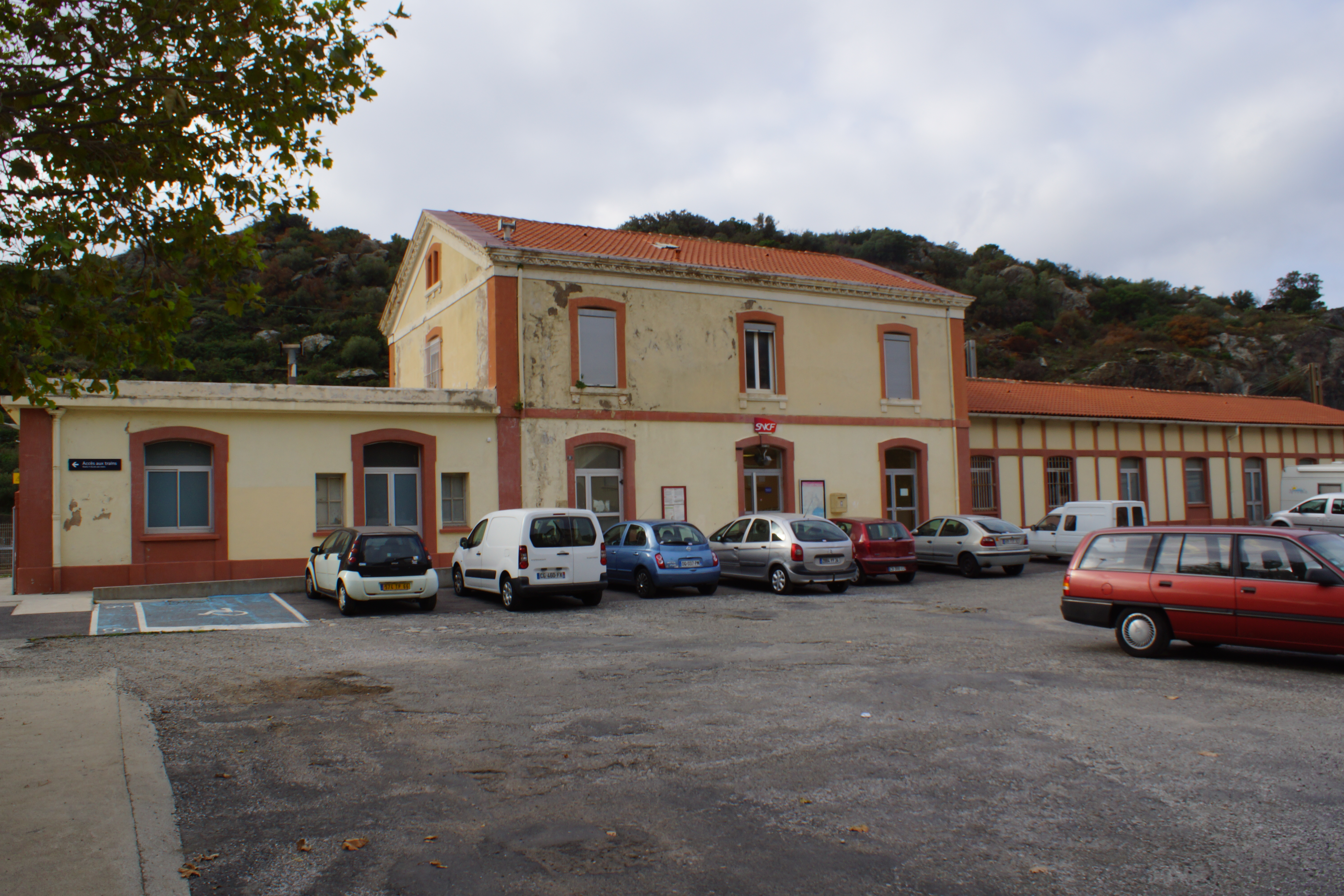
L'edifici i l'aparcament
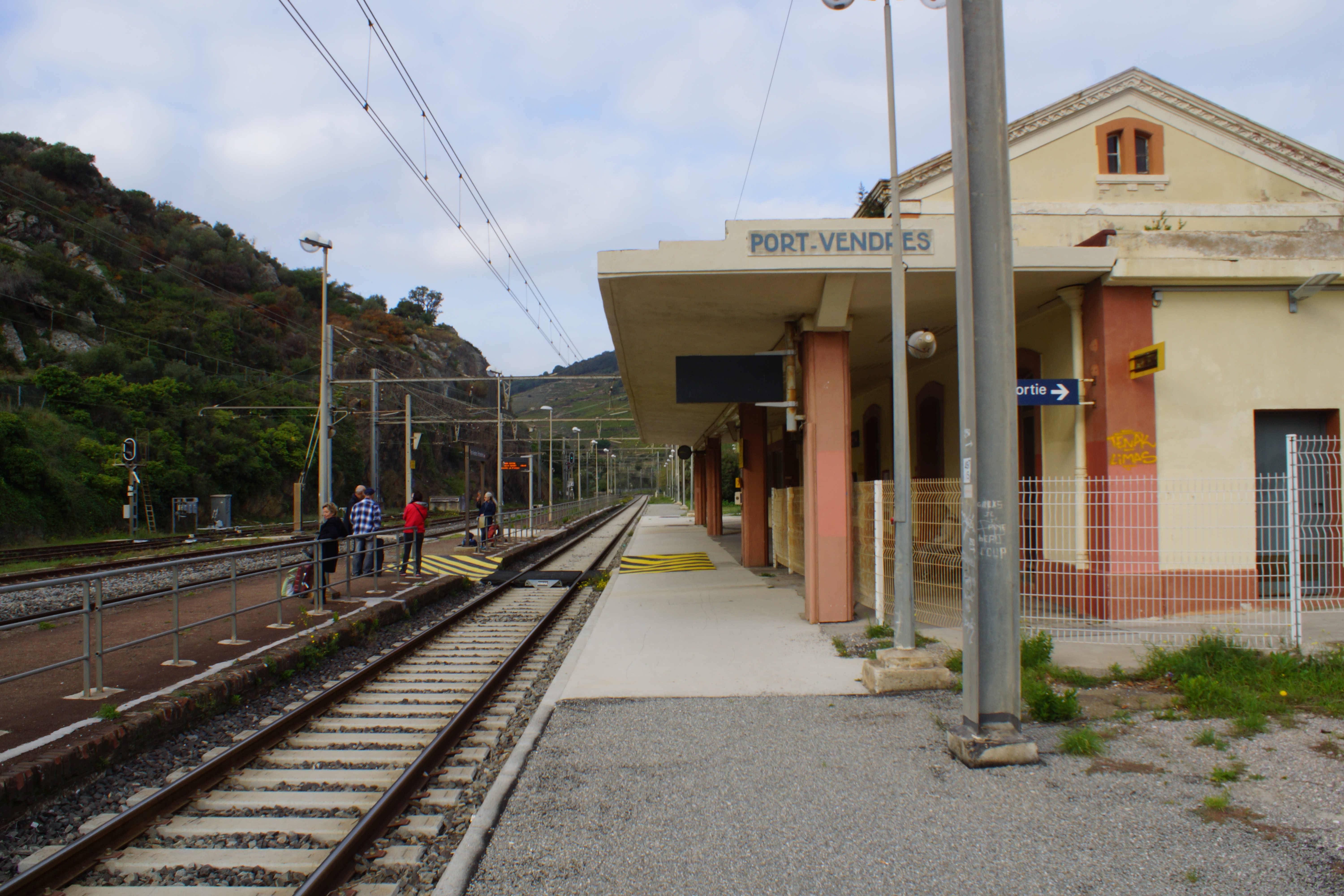
L'andana lateral i central connectades per un pas habil.litat
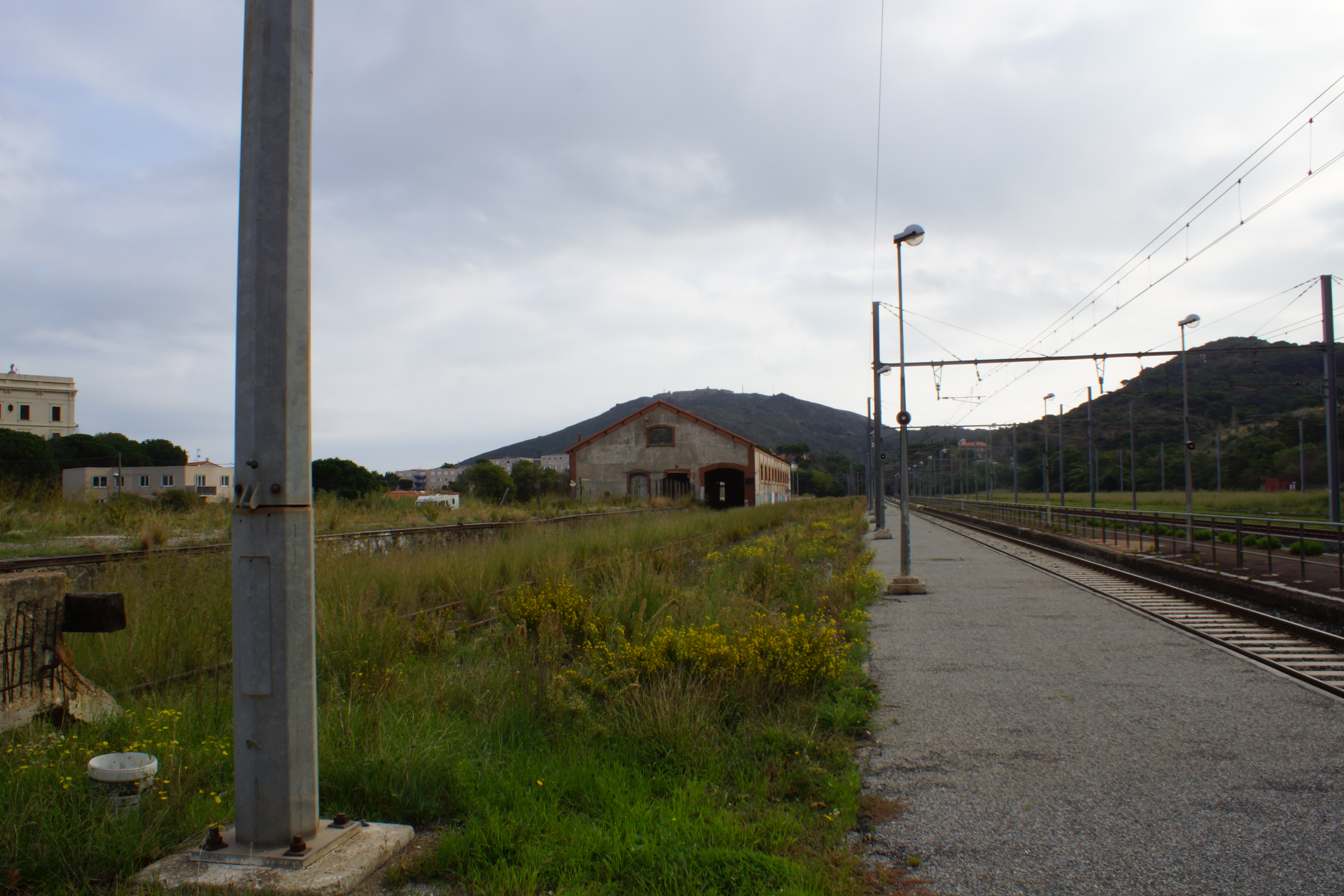
Antiga area de mercaderies.